# Liste der Einträge im National Register of Historic Places im Jackson County (West Virginia)
Diese Liste der Einträge im National Register of Historic Places im Jackson County (West Virginia) enthält alle im Jackson County, West Virginia in das National Register of Historic Places eingetragenen Gebäude, Bauwerke, Objekte, Stätten oder historischen Distrikte.
Diese Liste entspricht dem Bearbeitungsstand des National Park Service/National Register of Historic Places vom 27. September 2024.

## Legende
| NRHP | Historic Place             |
| HD   | National Historic District |

## Aktuelle Einträge
| [ 2 ] | Name                                    | Bild                                    | Eintragsdatum                 | Lage | Ort        | Beschreibung |
| ----- | --------------------------------------- | --------------------------------------- | ----------------------------- | --- | ---------- | ------------ |
| 1     | Armstrong House                         | Armstrong House                         | 12. Feb. 1980 ID-Nr. 80004023 | 315 North St. 38° 49′ 12″ N, 81° 42′ 51″ W | Ripley     |              |
| 2     | Clerc-Carson House                      | Clerc-Carson House                      | 29. Okt. 1992 ID-Nr. 92001482 | 121 North St. 38° 49′ 10″ N, 81° 42′ 31″ W | Ripley     |              |
| 3     | Faber Double-Crib Barn                  | weitere Bilder                          | 7. Sep. 2005 ID-Nr. 05001007  | 1106 County Route 21 38° 37′ 14″ N, 81° 39′ 57″ W | Kenna      |              |
| 4     | Lemley-Wood-Sayer House                 | Lemley-Wood-Sayer House                 | 30. Okt. 1985 ID-Nr. 85003409 | 301 Walnut St. 38° 56′ 55″ N, 81° 45′ 36″ W | Ravenswood |              |
| 5     | Otterbein Church                        | Otterbein Church                        | 1. Apr. 1998 ID-Nr. 98000286  | County Route 87/11, in der Nähe der Straßenkreuzung mit der County Route 5 38° 49′ 54″ N, 81° 47′ 36″ W                                                             | Evans      |              |
| 6     | Rankin Octagonal Barn                   | weitere Bilder                          | 9. Juli 1985 ID-Nr. 85001551  | County Route 3 38° 56′ 45″ N, 81° 41′ 44″ W | Silverton  |              |
| 7     | Ravenswood „Old Town“ Historic District | Ravenswood „Old Town“ Historic District | 23. März 2007 ID-Nr. 07000243 | zwischen dem Sandy Creek, dem Ohio River, der Sycamore Street und angrenzender Flächen an der östlichen Stadtgrenze von Ravenswood 38° 56′ 53,3″ N, 81° 45′ 39,5″ W | Ravenswood |              |
| 8     | Ripley Historic District                | Ripley Historic District                | 25. Aug. 2004 ID-Nr. 04000919 | Teilbereiche der Charleston und Highlawn Drs., Church, Court, Main, Maple, North, 7th und South Sts. 38° 49′ 10″ N, 81° 42′ 36″ W                                   | Ripley     |              |
| 9     | Sarvis Fork Covered Bridge              | weitere Bilder                          | 4. Juni 1981 ID-Nr. 81000602  | County Route 21/15 38° 55′ 17″ N, 81° 38′ 41″ W | Sandyville |              |
| 10    | Staats Mill Covered Bridge              | weitere Bilder                          | 29. Mai 1979 ID-Nr. 79002582  | in der Nähe der County Route 25 bei Cedar Lakes 38° 47′ 40″ N, 81° 41′ 14″ W                                                                                        | Ripley     |              |